# Stardust (album Leny)
Stardust – trzeci album studyjny Leny Meyer-Landrut, wydany 12 października 2012 roku.
Album uzyskał status złotej płyty w Niemczech, sprzedając się w ponad stutysięcznym nakładzie.
Pierwszy singlem trzeciej płyty wokalistki został utwór „Stardust”, z którym w Niemczech zajmując drugie miejsce w Media Control Charts i dziewiąte w Luksemburgu. Singiel został nagrodzony German ECHO Awards 2013 w kategorii „Najlepszy teledysk”.
Na krążku znajduje się 13 utworów. Autorami tekstów piosenek są znani wokaliści i producenci, m.in. Matthew Benbrook, Pauline Taylor, Johnny McDain, James Flannigan, Sonny Boy Gustafsson i Ian Dench.

## Lista utworów
| #   | Tytuł | Czas |
| --- | --- | ---- |
| 1.  | "Stardust" Autor: Rosi Golan, Tim Meyer. Producent: Swen Meyer.                                                        | 3:30 |
| 2.  | "Mr. Arrow Key" Autor: Lena Meyer-Landrut, Linda Carlsson, Sonny Boy Gustafsson. Producent: Sonny Boy Gustafsson.      | 3:34 |
| 3.  | "Pink Elelphant" Autor: John Gordon, Ginger Mackenzie, Mathias Ramson. Producent: Sonny Boy Gustafsson.                | 3:35 |
| 4.  | "Neon (Lonely People)" Autor: Lena Meyer-Landrut, Matthew Benbrook, Pauline Taylor. Producent: Swen Meyer.             | 3:31 |
| 5.  | "Better News" Autor: Lena Meyer-Landeut, Ian Dench, Martin Sutton Producent: Swen Meyer.                               | 3:02 |
| 6.  | "Day To Say" Autor: Lena Meyer-Landrut, Linda Carlsson, Sonny Boy Gustafsson. Producent: Sonny Boy Gustafsson.         | 3:56 |
| 7.  | "To the Moon" Autor: Lena Meyer-Landrut, Alexander Schroer. Producent: Swen Meyer.                                     | 3:24 |
| 8.  | "Bliss Bliss" Autor: Tjeerd Bohhof, Elliot James, James Walsh. Producent: Swen Meyer.                                  | 3:11 |
| 9.  | "ASAP" feat. Miss Li Autor: Lena Meyer-Landrut, Linda Carlsson, Sonny Boy Gustafsson. Producent: Sonny Boy Gustafsson. | 2:48 |
| 10. | "I’m Black" Autor: Lena Meyer-Landrut, Ian Dench, Martin Sutton. Producent: Swen Meyer.                                | 3:05 |
| 11. | "Goosebumps" Autor: Lena Meyer-Landrut, Linda Carlsson, Sonny Boy Gustafsson. Producent: Sonny Boy Gustafsson.         | 3:39 |
| 12. | "Don’t Panic" Autor: Lena Meyer-Landrut, John MaDaid, James Flannigan. Producent: Swen Meyer.                          | 2:27 |
| 13. | "Lille katt" bonus track Autor: Georg Rieden, Astrid Lindgren. Producent: Sonny Boy Gustafsson.                        | 1:29 |

## Stardust: iTunes Edition
| #   | Tytuł       | Czas |
| --- | ----------- | ---- |
| 13. | "Moonlight" | 3:42 |